# روت ان در روت
روت ان در روت (به آلمانی: Rot an der Rot) یک شهر در آلمان است که در Biberach واقع شده‌است. روت ان در روت ۴٬۴۱۳ نفر جمعیت دارد.